# Płaton Leczicki
Płaton Aleksiejewicz Leczicki (ros. Платон Алексеевич Лечицкий) (ur. 30 listopada 1856 w guberni grodzieńskiej, zm. 18 lutego 1921 Moskwa) – rosyjski wojskowy, generał piechoty 1913

## Życiorys
Syn duchownego. Uczył się w seminarium, którego nie ukończył. Ukończył Warszawski Korpus Junkrów i Oficerską Szkołę Piechoty w 1879 w stopniu podchorążego. Do stopnia oficerskiego mianowany w 1880. Uczestnik wojny rosyjsko-chińskiej 1900 – 1901. W czasie wojny rosyjsko-japońskiej 1904 -1905 dowódca pułku piechoty. Za zasługi bojowe mianowany do stopnia generała majora. Objął następnie w 1906 stanowisko dowódcy 1 Dywizji Piechoty Gwardii, następnie w 1908 dowódcy Korpusu. Od 1910 naczelny dowódca Amurskiego Okręgu wojskowego.
W czasie I wojny światowej, od sierpnia 1914 dowódca 9 Armii, która w 1916 odniosła w czasie natarcia Frontu Południowo-Zachodniego duże zwycięstwo na Bukowinie rozbijając 7 Armię austro-węgierską. 1 marca 1917 wyznaczony na naczelnego dowódcę Frontu Zachodniego. 7 maja 1917 złożył dymisję, która została przyjęta.
Po rewolucji październikowej 1917 służył w Armii Czerwonej jako specjalista w sztabie Piotrogrodzkiego Okręgu Wojskowego. Aresztowany zmarł w więzieniu w Moskwie. Był odznaczony Orderem Świętego Jerzego III i IV klasy, Orderem Świętego Włodzimierza II, III i IV klasy, Orderem Świętej Anny I klasy, Orderem Świętego Stanisława I i II klasy i Złotą Szablą "Za Dzielność".